# Малыбейли
Малыбейли (азерб. Malıbəyli) — село в Ходжалинском районе Азербайджана, является центром Малыбейлинского сельского административно-территориального округа.

## География
Село Малыбейли входит в состав Малыбейлинского сельского административно-территориального округа Ходжалинского района, при этом село Малыбейли является центром этого сельского административно-территориального округа.
Село расположено на высоте 758 м. на берегу реки Гаркарчай, в 15 км к северу от города Шуша и в 4 км от города Ханкенди. До передачи в состав Ходжалинского района имело эксклавное положение: точно так же как и сёла Юхары-Гушчулар и Ашагы-Гушчулар, считалось селом Шушинского района, хотя географически находилось почти внутри Ходжалинского района.

## История
На территории села расположены курганы эпохи поздней бронзы.
В 1910 году в селе Малыбейли выпускником Закавказской учительской семинарии Мамедом Караевым была открыта первая на территории нынешнего Азербайджана «русско-татарская школа» для девочек.
В Советский период на 1977 год село являлось центром Малыбейлинского сельсовета Шушинского района Нагорно-Карабахской автономной области (НКАО) Азербайджанской ССР. В селе были расположены средняя школа, дом культуры, библиотека, киноустановка и медицинский пункт.
2 сентября 1991 года на совместной сессии Нагорно-Карабахского областного и Шаумяновского районного Советов народных депутатов была принята Декларация о провозглашении Нагорно-Карабахской Республики в границах Нагорно-Карабахской автономной области (НКАО) и сопредельного Шаумяновского района Азербайджанской ССР.
26 ноября 1991 года Верховный Совет Азербайджанский Республики принял Закон «Об упразднении Нагорно-Карабахской автономной области Азербайджанской Республики». В этом Законе было постановлено помимо упразднения Нагорно-Карабахской Автономной Области (НКАО), в том числе также и упразднение Аскеранского района, образование Ходжалинского района с центром в городе Ходжалы и передача территории упразднённого Аскеранского района в состав Ходжалинского района, включение Ходжалинского и Шушинского районов в число районов республиканского подчинения.
В период Первой карабахской войны 9 февраля 1992 года армянской стороной над селом были разброшены листовки, в которых жителям и вооружённым силам Азербайджана предлагалось покинуть село по заранее оставленному армянскими вооружёнными силами гуманитарному коридору, но с условием сдачи оружия. Предложение было проигнорировано, после чего 10 февраля армянские силы штурмом завладели селом. В интервью Human Rights Watch находившиеся на тот момент в селе жители заявили, что никаких листовок не видели. С начала февраля, помимо Малыбейли, армянскими вооружёнными формированиями были заняты также сёла Ашагы Кушчулар, Юхары Кушчулар, Карадаглы и Агдабан, а их население изгнано, что привело к гибели по меньшей мере 99 гражданских лиц, в то время как 140 человек получили ранения.
Таким образом, в результате Карабахского конфликта село оказалось под контролем непризнанной Нагорно-Карабахской Республики (НКР) и согласно административно-территориальному делению непризнанной Нагорно-Карабахской Республики, контролировавшей село в 1992—2023 годах, называлось Ачапняк (арм. Աջափնյակ) и являлось кварталом города Степанакерта (город Азербайджанскими властями ещё в 1991 году был переименован в Ханкенди, но властями непризнанной республики по прежнему назывался Степанакерт).
В ходе сентябрьских столкновений 2023 года село вернулось под контроль Азербайджана. 15 октября 2023 года село посетил Президент Азербайджана Ильхам Алиев.
Законом Азербайджанской Республики от 5 декабря 2023 года село Малыбейли Малыбейлинского сельского административно-территориального округа, сёла Юхары-Гушчулар и Ашагы-Гушчулар Гушчуларского сельского административно-территориальным округа, вместе с Малыбейлинским и Гушчуларским сельскими административно-территориальными округами из состава Шушинского района были переданы в состав Ходжалинского района. Таким образом, в настоящее время село Малыбейли является центром Малыбейлинского сельского административно-территориального округа Ходжалинского района.

## Население
По данным «Кавказского календаря» 1912 года в этом селе Шушинского уезда Елизаветпольской губернии, указанном как Малибеклы, проживало 1060 человек, в основном азербайджанцы, которые были указаны в календаре как «татары». По данным переписи 1921 года в селе проживало 942 человека, большинство — азербайджанцы, указанные как «азербайджанские тюрки».
По данным издания «Административное деление АССР», подготовленного в 1933 году Управлением народно-хозяйственного учёта Азербайджанской ССР (АзНХУ), по состоянию на 1 января 1933 года в Малбейли проживало 850 человек (170 хозяйств, 405 мужчин и 455 женщин). Национальный состав всего Малбейлинского сельсовета на 100 % состоял из тюрок (азербайджанцев).
По данным на 1981 год в селе проживало 738 человек.

## Достопримечательности
- Сельская мечеть (XVIII век), взятая под охрану государства распоряжением Кабинета министров Азербайджанской Республики от 2 августа 2001 года как архитектурный памятник истории и культуры национального значения под инвентарным номером 5056[24].